# Прапор Лісної Стінки
Пра́пор Лісно́ї Сті́нки — один з офіційних символів села Лісна Стінка, Куп'янський район Харківської області, затверджений рішенням сесії Лісностінківської сільської рада.

## Опис прапора
Квадратне полотнище з вміщеними на ньому кольорами і фігурами малого герба.